# Villa Mautner-Jäger

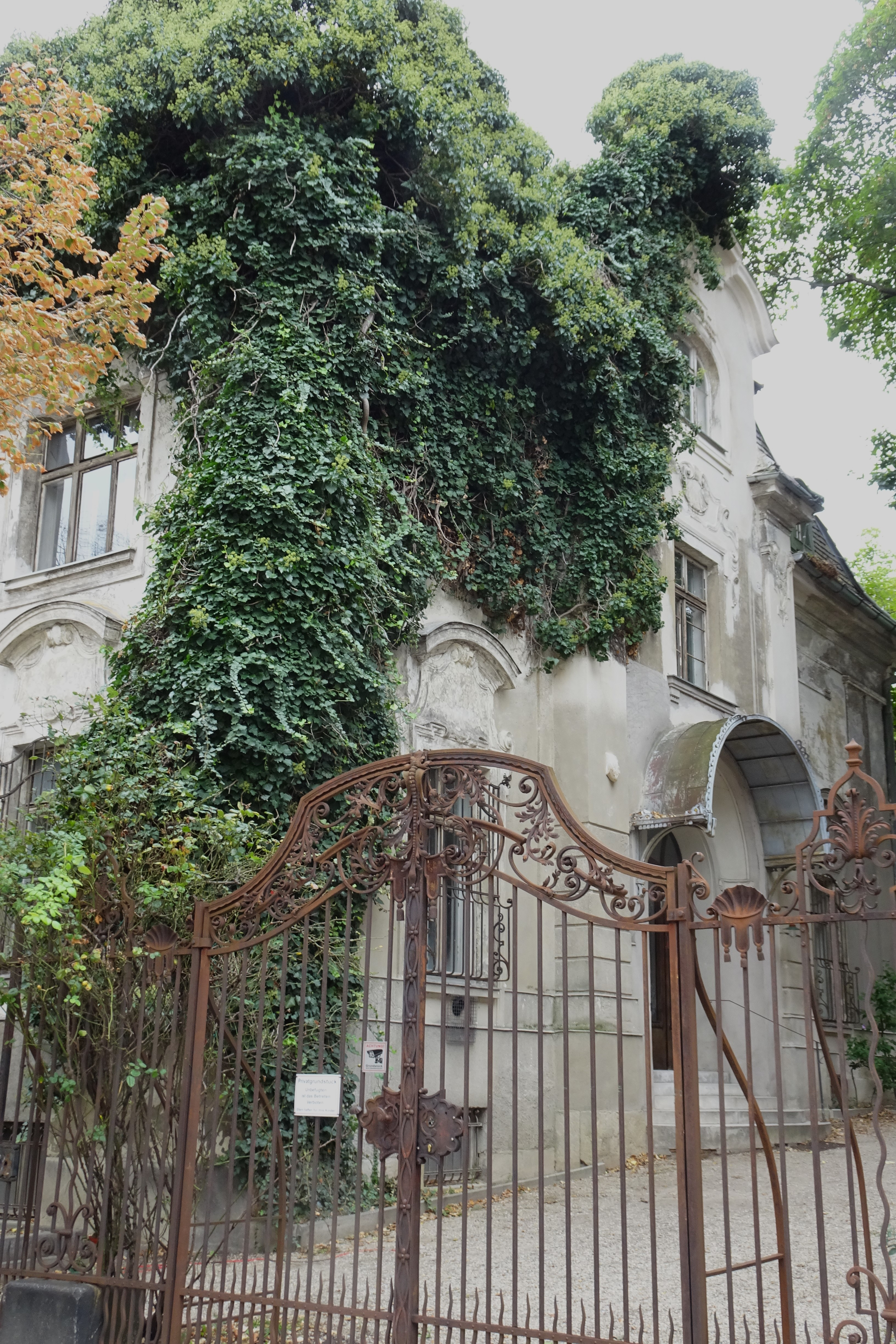
Straßenseitige Ansicht der Villa Mautner-Jäger, Zustand im Jahr 2023

Die Villa Mautner-Jäger ist ein Gebäude im 3. Wiener Gemeindebezirk Landstraße. Es liegt an der Landstraßer Hauptstraße (Nr. 140–142) und steht unter Denkmalschutz (Listeneintrag).

## Geschichte
Die Villa in barockklassizistischen Formen wurde 1902 von Franz Neumann d. J. erbaut. Bauherren waren Gustav Jäger und vor allem seine Ehefrau Hertha Jäger (1879–1969), geborene Mautner Markhof (über ihren Vater Carl Ferdinand Enkelin von Adolf Ignaz Mautner von Markhof). Sie war in der Frauenbewegung engagiert und in führender Position einiger Frauenvereine, zudem war sie Vorstandsmitglied des Bundes Österreichischer Frauenvereine. Auch als Salonière war sie aktiv und über ihre Verschwägerung mit Koloman Moser (der im Nachbargebäude Nr. 138 wohnte) und Josef Engelhart (der in der unweit gelegenen Steingasse sein Atelier hatte) fungierte die Villa auch als Treffpunkt der damaligen Kunstszene.
Spätere Bewohner der Villa waren Hilde Glück (1903–1989), die Tochter des Ehepaars, sowie deren Ehemann Franz Glück.
Seit den 1980ern war die Villa unbewohnt, es erfolgten häufige Besitzerwechsel und die Anlage verfiel zusehends, bot allerdings mit ihrem morbiden Aussehen und dem Efeubewuchs ein markantes Bild im Straßenzug, zumal auch der Villencharakter des Gebäudes in der heutigen Verbauung der Straße unüblich ist. Dies änderte sich erst im Herbst 2023, als (mit einer Zwischennutzung als Ausstellungsort) eine umfassende Sanierung in Angriff genommen wurde.

## Gebäude
Die Anlage besteht aus dem eigentlichen Villengebäude mit Mansarddach, das im Entrée ein großzügiges Stiegenhaus mit U-förmiger Eichentreppe aufweist. Davon abgesetzt befindet sich ein ebenfalls zweigeschoßiges Portierhaus, das mit einem Risaliten der Villa zur Straße hin mit einem reich verzierten Metallgitter verbunden ist. Im ausgedehnten Garten hinter den beiden Häusern befindet sich eine Kegelbahn, die aus dem Jahr 1907 von Paul Hoppe stammt.